# 新発田中央高等学校
新発田中央高等学校（しばたちゅうおうこうとうがっこう）は、新潟県新発田市曽根にある私立高等学校。

## 概要
新潟の県北地域の私立高等学校である。学校創立から昭和50年代初めまでは主に被服教育を行う女子校であったが、現在は男女共学の普通科単独設置校となっている。

## 設置学科
- 全日制課程 普通科（1年次から以下のコースに分かれる）
  - 進学コース（2学級）
  - 総合コース（5学級）

## 沿革
- 1916年（大正5年）
  - 2月 - 創立者の佐藤要吉が新発田工芸女学校を創設し、初代校長に就任。
  - 4月 - 新発田町字竹町の仮校舎において開校する。
  - 10月 - 現・中央町に新校舎が竣工・移転。開校式挙行。
- 1948年（昭和23年）4月 - 学制改革により新制の新発田工芸高等学校となり、併設中学校を設置する。
- 1951年（昭和26年） - 設置者の財団法人新発田工芸高等学校が、私立学校法に基づき学校法人に移行する。
- 1965年（昭和40年） - 被服科（4学級）のほか、新たに普通科（3学級）を設置。
- 1966年（昭和41年） - 併設中学校の募集停止。
- 1978年（昭和53年） - 現校名に改称。普通科が男女共学化。
- 1992年（平成4年） - 現在地に新校舎が完成・移転。
- 1999年（平成11年） - 被服科募集停止。

## 部活動

### 運動部
- 野球部
- サッカー部
- バスケットボール部（男・女）
- バレーボール部（男・女）
- ソフトテニス部（男・女）
- バドミントン部（男・女）
- 陸上競技部
- 卓球部
- 剣道部

### 文化部
- ボランティア部
- 吹奏楽部
- 合唱部
- 美術部
- 被服部
- 書道部
- 文芸部
- コンピュータ部
- 軽音楽同好会
- 英語サークル

## 著名な出身者
- 村上幸子（演歌歌手）
- 2代目三笑亭夢丸（落語家）
- 栗山聡（元プロ野球選手）

## 交通
- JR白新線佐々木駅より徒歩約20分
- JR羽越線新発田駅より新潟交通観光バス 「新潟行き」バスで「中央高校前」下車
登校時には駅前通り発「中央高校行き」、下校時には中央高校発「新発田駅行き」のバスをそれぞれ増発運行。